# Albatros (film 2011)
Albatros (ang. Albatross) – brytyjski dramat filmowy z 2011 roku, będący debiutem reżysera Nialla MacCormicka. Film w całości został nakręcony na Wyspie Man i miał swoją premierę 21 czerwca 2011 roku na MFF w Edynburgu.

## Zarys fabuły
Akcja filmu toczy się wokół młodej początkującej pisarki Emelii Conan Doyle, wierzącej że jest potomkiem Artura Conana Doyle’a. Przyjeżdża do miasteczka na południowym wybrzeżu Anglii, gdzie zaprzyjaźnia się z nastolatką Beth z patologicznej rodziny, a wkrótce potem rozpoczyna romans z jej ojcem.

## Obsada
- Jessica Brown Findlay jako Emelia
- Sebastian Koch jako Jonathan Fischer
- Julia Ormond jako Joa Fischer
- Felicity Jones jako Beth Fischer
- Peter Vaughan jako dziadek

## Nagrody i nominacje
Film został nominowany do nagród:
- British Independent Film Awards – Felicity Jones i Jessica Brown Findlay
- Evening Standard British Film Awards – Jessica Brown Findlay